# Oleg Gerassimowitsch Chromenkow
Oleg Gerassimowitsch Chromenkow (russisch Олег Герасимович Хроменков; * 21. November 1930 in Smolensk; † 28. Januar 1984 in Leningrad) war ein sowjetischer Schauspieler.

## Biografie
Chromenkow studierte an der Muchinski-Kunstschule in Leningrad und arbeitete zunächst in der Eremitage. Danach wurde er Lehrer für Zeichnen, Geschichte und Zoologie. Anschließend ließ sich Chromenkow beim Staatlichen All-Unionsinstitut für Kinematografie unter Juli Raisman zum Schauspieler ausbilden und erhielt nach dem Abschluss 1957 eine Anstellung bei Lenfilm.
Vor der Kamera debütierte Chromenkow im zweiten Studienjahr in Sergei Gerassimows Kurzfilm Надежда (Nadeschda) als Komsomolze. Bis zu seinem Tod trat er in über 100 Filmen als Nebendarsteller auf, darunter in Komödien (Зайчик, Saitschik, 1964), Kriegsfilmen (На пути в Берлин, Na puti w Berlin, 1969), Sportfilmen (Секундомер, Sekundomer, 1970), Märchen (Тень, Ten, 1971), Sozialdramen (Докер, Doker, 1973) und Krimis (Золотая мина, Solotaja mina, 1977). Abseits seiner Hauptwirkungsstätte war Chromenkow u. a. auch für Usbekfilm (Горячие тропы, Gorjatschije tropy, 1971) und das Odessader Filmstudio (Всадники, Wsadniki, 1972) tätig. Außerdem übernahm er für vier Filme Sprechrollen.
Als Bühnenschauspieler trat Chromenkow für das Leningrader Theater der Kinodarsteller auf.
Seine Frau Tamara Alexandrowna war ebenfalls bei Lenfilm beschäftigt. Beide hatten eine Tochter namens Tatjana sowie drei Enkelkinder.
Er starb überraschend im Alter von 53 Jahren und wurde auf dem Leningrader Südfriedhof beigesetzt.

## Filmografie (Auswahl)
- 1958: In den Tagen des Oktober (W dni oktjabrja)
- 1959: Die Journalistin (Nasch korrespondent)
- 1961: Rette sich, wer kann! (Polossaty reis)
- 1967: In der Stadt S. (W gorode S.)
- 1967: Aufruhr (Mjateschnaja sastawa)
- 1973: Ein schlechter, guter Mensch (Plochoi choroschi tschelowek)
- 1975: Luftschiffer (Wosduchoplawatel)
- 1975: Der Specht kennt keine Kopfschmerzen (Ne bolit golowa u djatla)
- 1977: Ein langer, langer Gerichtsfall (Dlinnoje, dlinnoje delo)
- 1977: Ein Schlüssel, den man nicht weitergeben darf (Kljutsch bes prawa peredatschi)
- 1977: Wie der dumme Iwanuschka das Wunder suchte (Kak Iwanuschka-duratschok sa tschudom chodil)
- 1978: Anschlag in Lausanne (Ubit pri ispolnenii)
- 1979: Omas Enkel (Babuschkin wnuk)
- 1980: Sherlock Holmes und Dr. Watson (Scherlok Cholms i doktor Watson)
- 1982: Die Prinzessin mit der Eselshaut (Oslinaja schkura)